# Arendal
Arendalⓘ là một thị xã và là đô thị ở hạt Aust-Agder, Na Uy. Arendal là thành phố cảng ở nam Na Uy, thủ phủ của Aust-Agder Fylke. Arendal nằm cách thủ đô Oslo 200 km về phía tây nam bên eo biển Skagerrak. Thành phố này có diện tích 270 km2, dân số năm 2004 là 39.826 người. Arendal được thành lập năm 1723 và đã là đô thị cảng biển sôi động nhất ở Scandinavia thời đó. Ngày nay, thành phố này là một trung tâm công nghiệp và tàu biển. 